# Гуажажара

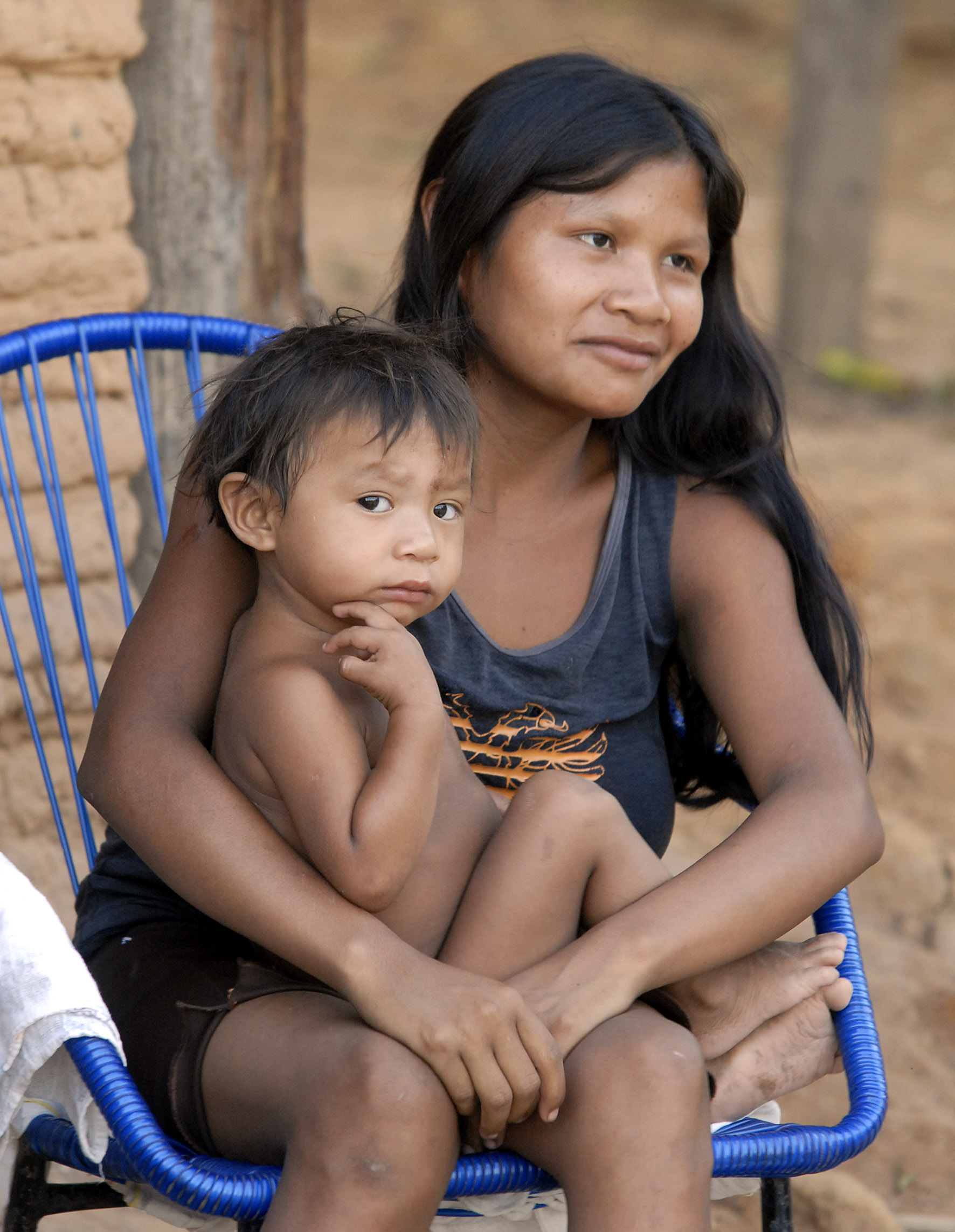
Мать и ребёнок из племени гуажажара

Гуажажара, Guajajara, также известны как тенетехара, Tenetehára, гуазазара, Guazazzara — народность в составе коренных народов Бразилии. Численность к началу 21 века составляет около 15000 человек. Говорят на языке гуажажара семьи тупи-гуарани. В основном исповедуют анимизм.
Населяют около 80 селений в штате Мараньян (в основном в муниципалитете Гражау).